# ألبان تورنر
ألبان تورنر (2 سبتمبر 1885 - 29 أغسطس 1951) (بالإنجليزية: Alban Turner)‏ هو لاعب كريكت بريطاني (وحمل سابقاً جنسية المملكة المتحدة لبريطانيا العظمى وأيرلندا).